# Alix Bourbon
Alix Bourbon est une cheffe de chœur et professeure de chant choral française née en 1931 à Alès et morte en 2016 à Lagardelle-sur-Lèze. Elle a grandement contribué à l’essor de la pratique chorale amateur et à la formation de chefs de chœurs dans la région toulousaine, pendant 50 ans entre 1960 et 2010.

## Biographie
Née en 1931 à Alès, d’un père architecte et d’une mère fille de pasteur, elle est atteinte de la poliomyélite dès l’âge d’un an. Son enfance est une succession de séjours en hôpital entre la France, la Suisse et l’Angleterre. Elle passe un an allongée à l’âge de 14 ans à la suite d'une opération de la colonne vertébrale. 
Son talent pour la musique a été décelé par une amie de la famille, qui l’a initiée au piano et l’a accompagnée dans ses études musicales au Conservatoire de Toulouse. Elle est ensuite partie à Paris poursuivre ses études, et s’installe à Toulouse en tant que professeur d’éducation musicale.
Elle crée la Chorale des Paradoux à l’âge de 26 ans en 1957, après avoir suivi un stage avec Maurice Martenot. Mais c’est surtout la rencontre avec César Geoffray et Philippe Caillard qui l’a entrainée dans le mouvement À Cœur Joie, participant avec ses chanteurs aux Choralies de Vaison la Romaine dès 1959.
En 1963, elle crée L’Ensemble Vocal de Toulouse, avec un recrutement et un travail plus exigeant. Ce groupe change de nom en Ensemble Vocal Alix Bourbon en 1980, et vit jusqu’à son décès en 2016.
Dans les années 1960 se crée un lien important entre l’Ensemble Vocal de Toulouse et l’Orchestre de Chambre Louis Auriacombe, devenu par la suite Orchestre de Chambre de Toulouse. Ils montent ensemble plusieurs projets musicaux aboutissant en 1969 à l’intégralité de la Passion selon Saint Jean de Jean Sébastien Bach. À partir de cette date, la notoriété de l’Ensemble Vocal Alix Bourbon lui permet de travailler avec des grands chefs : Michel Corboz, Jean-Claude Malgoire, Alain Lombard, Fernando Eldoro et évidemment Michel Plasson pendant de longues années. 
Elle crée en 1988 le Groupe Vocal de Toulouse, groupe de 16 chanteurs de niveau professionnel, tout en continuant avec l’Ensemble Vocal Alix Bourbon, chœur d’oratorio de 40 personnes. Après un passage à la direction du Chœur Régional Midi-Pyrénées (1996-1999), elle arrête la direction de grands chœurs, se consacrant à son petit groupe – Le Groupe Vocal de Toulouse. 
Mais son attachement à la pratique chorale amateur perdure pendant plus de 15 ans avec son rôle de directrice artistique de l’association Événements Vocaux Alix Bourbon, association qui rassemble jusqu'à 500 chanteurs tous les 3 ans pour produire des grandes œuvres d’oratorio de Bach et Haendel, à la Halle aux Grains de Toulouse, sous la direction de Jean-Marc Andrieu avec son orchestre « Les Passions ».
Joël Suhubiette et Jean-Marc Andrieu, la considèrent comme leur « marraine de cœur ».

## Discographie
Alix Bourbon a enregistré avec ses ensembles pour les labels discographiques CBS, Arion Music, Soltice et EMI Classics.
- Bernard-Aymable Dupuy, Cantates de Noël – Groupe Vocal de Toulouse (novembre 1993, Arion)[6] (OCLC 36512159)
- Aymé Kunc, Œuvres Vocales – Chœur Régional Toulouse Midi-Pyrénées (juin/juillet/septembre 1999, Solstice (OCLC 50095682) — première mondiale.
- Gabriel Fauré, Shylock - avec l’Orchestre National du Capitole de Toulouse, direction Michel Plasson (1981, EMI) (OCLC 488511579)
- Gabriel Fauré, Les Djinns - avec l'Orchestre National du Capitole de Toulouse, direction Michel Plasson (1981, EMI) (OCLC 48411933)